# Fregadero

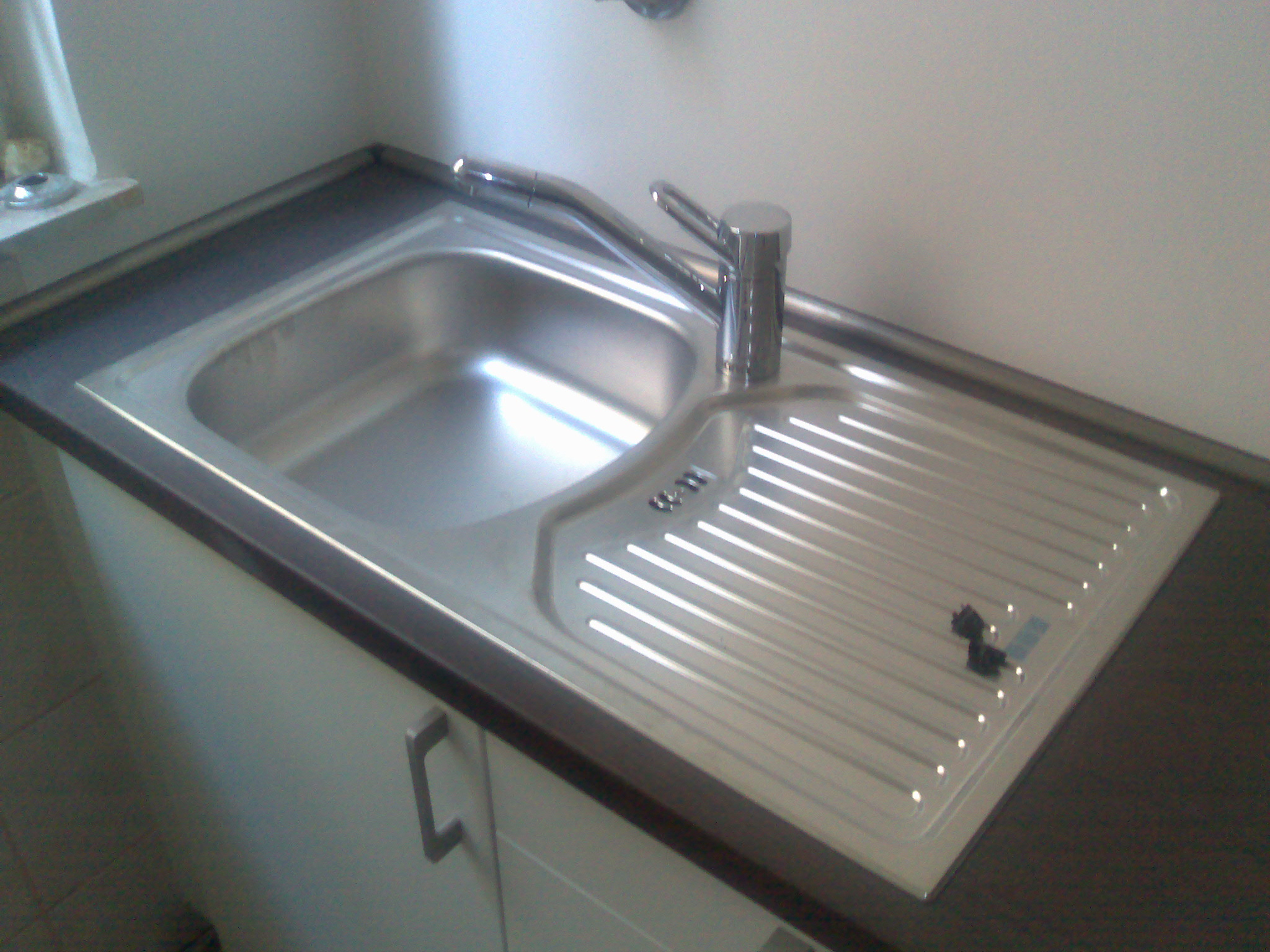
Un fregadero simple

Fregadero, fregadera, pila de fregar, fregador, bacha o pileta de la cocina (en español de Estados Unidos también sink) es el recipiente usado para lavar la vajilla, cubertería, cristalería y demás útiles de cocina.
Antiguamente era el receptáculo (generalmente un banco de madera o piedra) donde se colocaban los artesones o barreños en que se fregaba. También se denomina fregadero al espacio ocupado por este en una cocina.

## Sinónimos y equivalencias
El diccionario de sinónimos de uso relaciona fregadero con artesa, pila y lavadero. La riqueza lingüística y el hecho de tratarse de un objeto del entorno cotidiano, añade denominaciones equivalentes. Así, en Hispanoamérica se habla de "bacha" (término que no aparece en el DRAE) y de batea. El refranero popular castellano da noticia de su uso en femenino en la Meseta Central, es decir, "fregadera"; y en algunos contextos aparece como "pileta de la cocina" o simplemente "pila de fregar".

## Historia, arte y literatura
Para Nebrija, en el siglo XVI, fregar era lavar vasos. Durante siglos, el término "fregadero" hacía referencia al poyo o pila donde se ponían los barreños o artesas para fregar.
La iconografía que ofrece la historia de la pintura universal y la posterior documentación fotográfica del siglo constituyen un interesante documento sociológico.

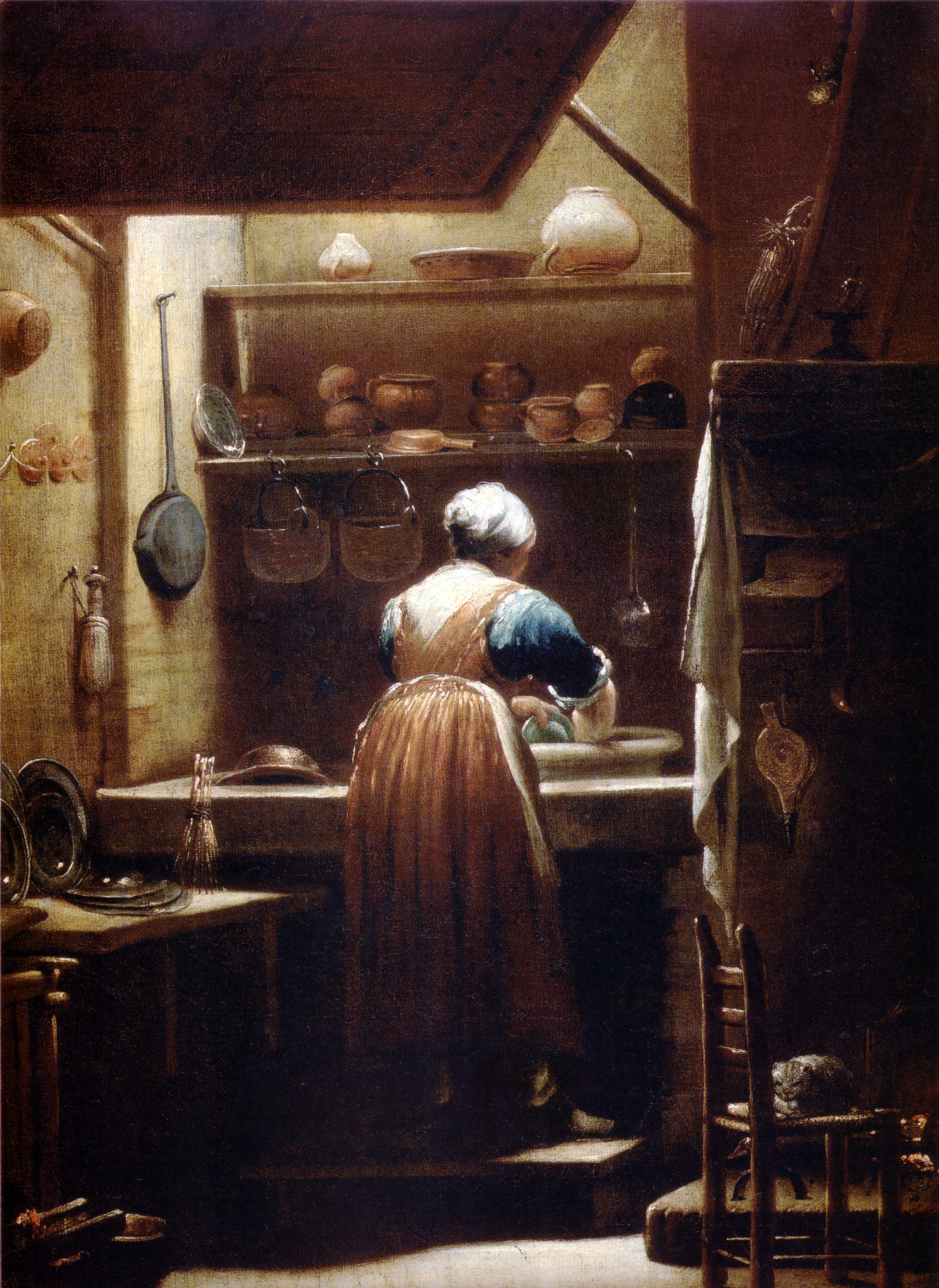
La cocinera (1712), por Crespi, en los Uffizi.
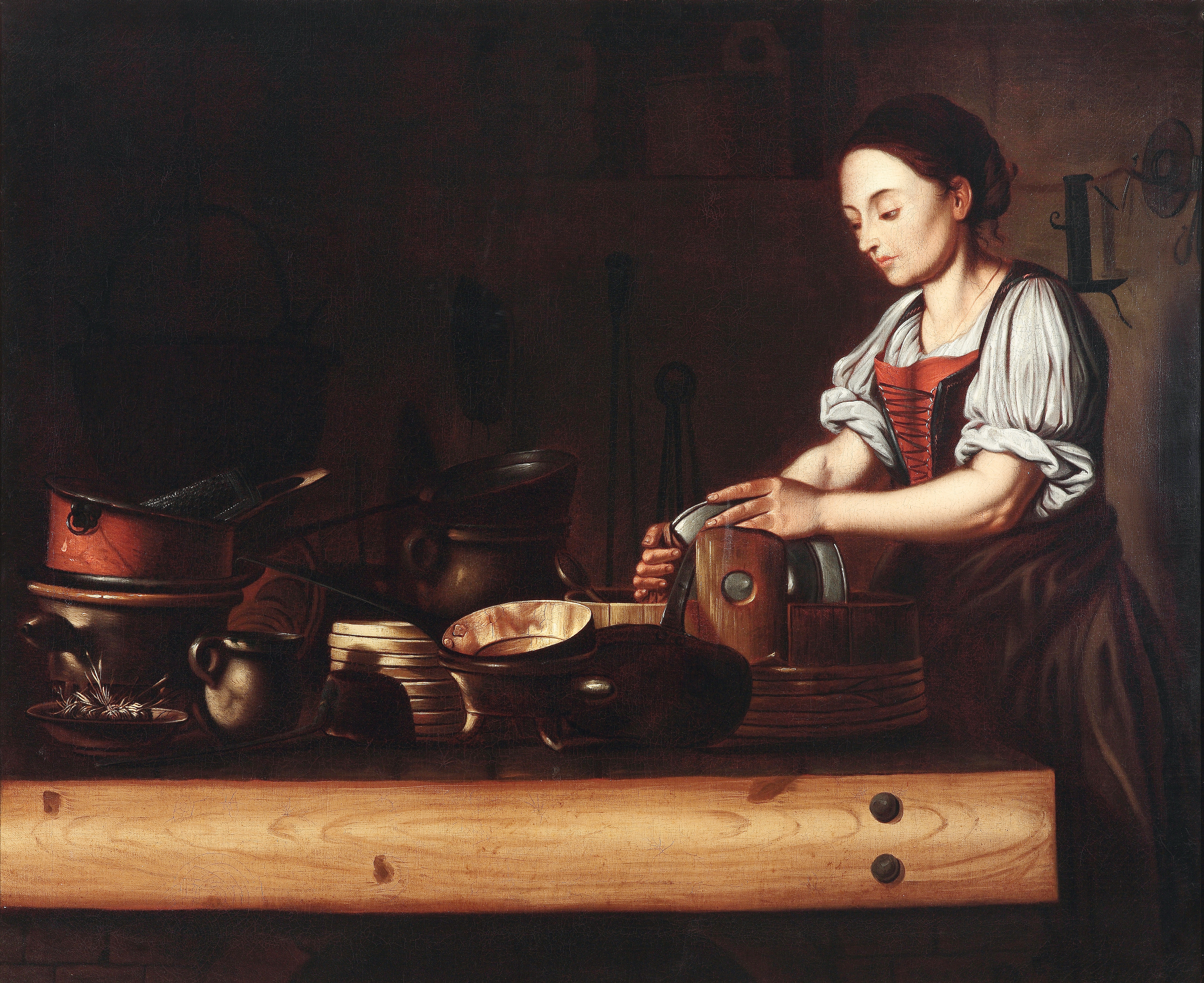
Atribuido a Escuela española del siglo XVII. Comercio del arte: Dorotheum.
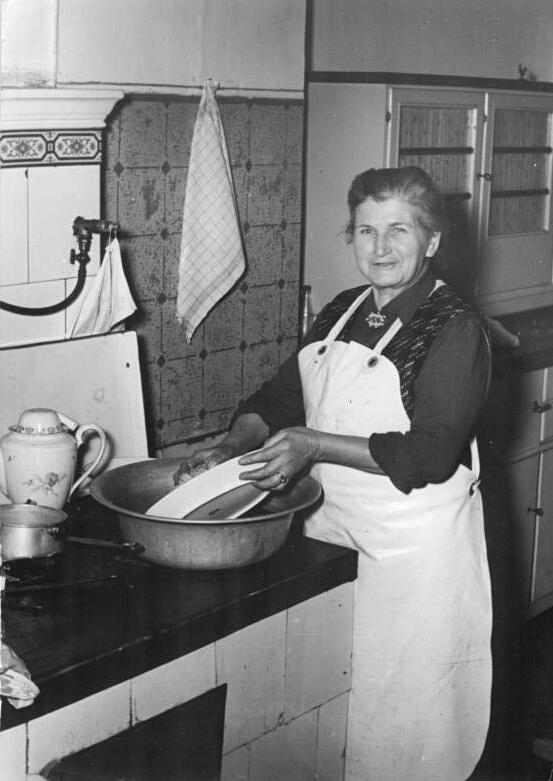
Alemania hacia 1950.
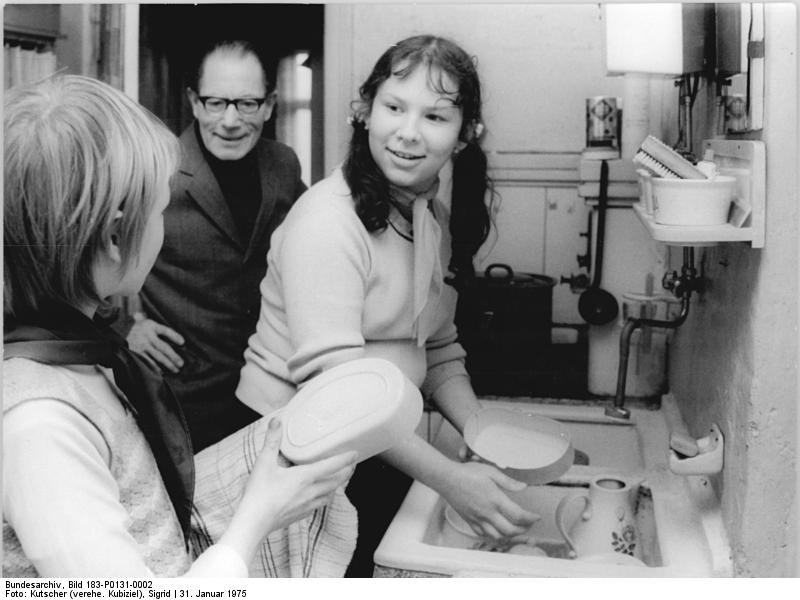
Alemania hacia 1975.
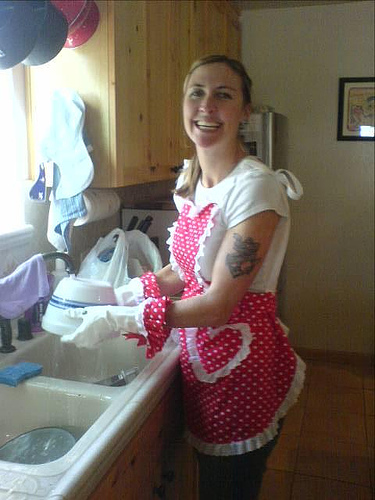
California en 2008.

En la literatura universal, el fregadero (con esa denominación) suele aparecer asociado a los enseres elementales en un reducto vital. Como muestra puede servir este párrafo de Juan Goytisolo extraído del conjunto de su novelística, y citado por Gonzalo Sobejano en Valores figurativos y compositivos de la soledad en la novela de Juan Goytisolo:

... habita ahora un espacio todavía más angosto: un cubículo de vida mínima, escritorio-cocina-fregadero-retrete, de donde no necesita salir.

## Tipos y materiales
A lo largo de la historia se documenta la construcción y uso de fregaderos de muy diversos materiales, entre ellos: piedra, madera, cobre, mármol, granito, cemento, esmalte sobre acero o hierro fundido, acero inoxidable, compuestos cerámicos y fibra de vidrio

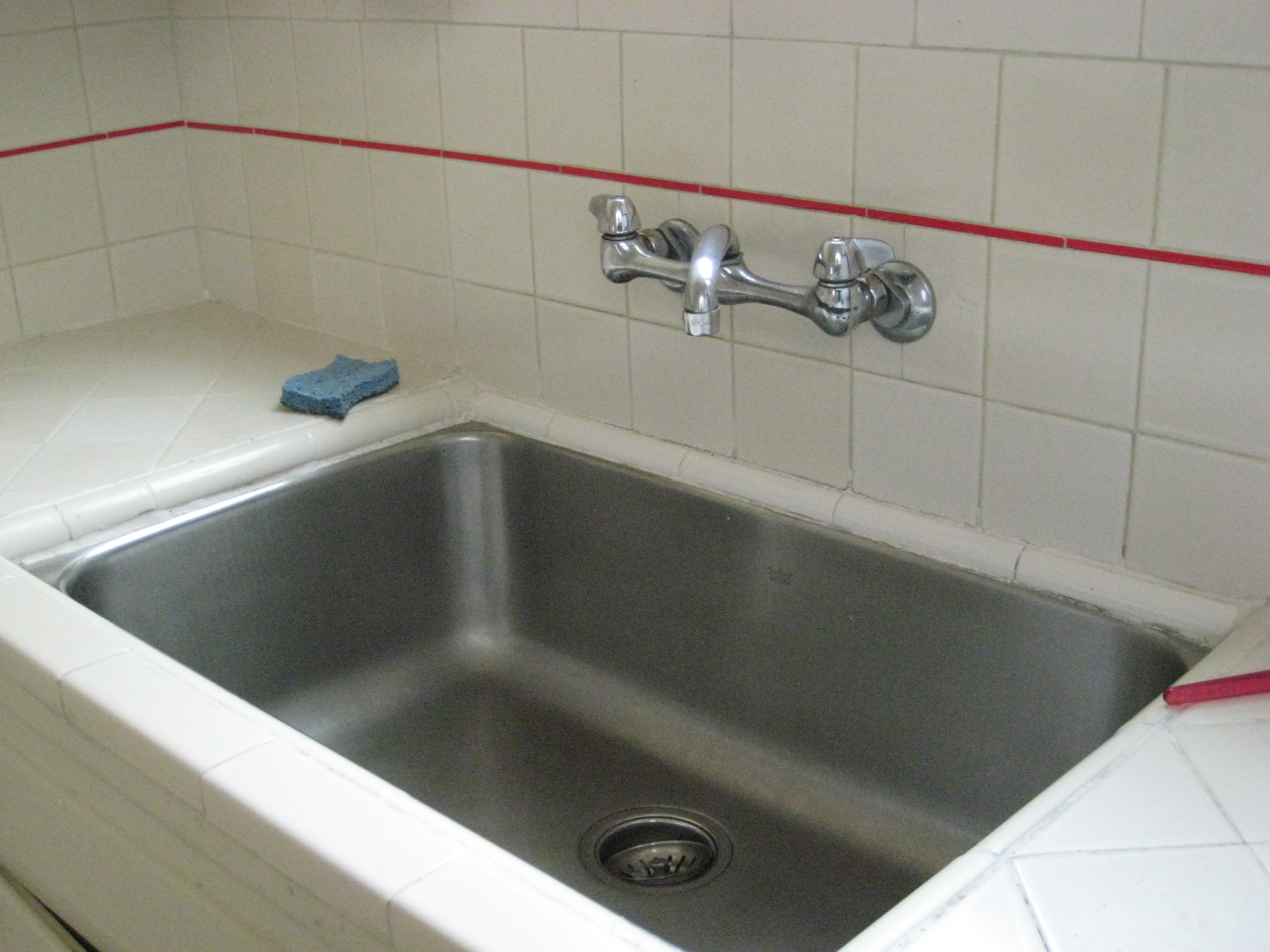
De una cubeta.
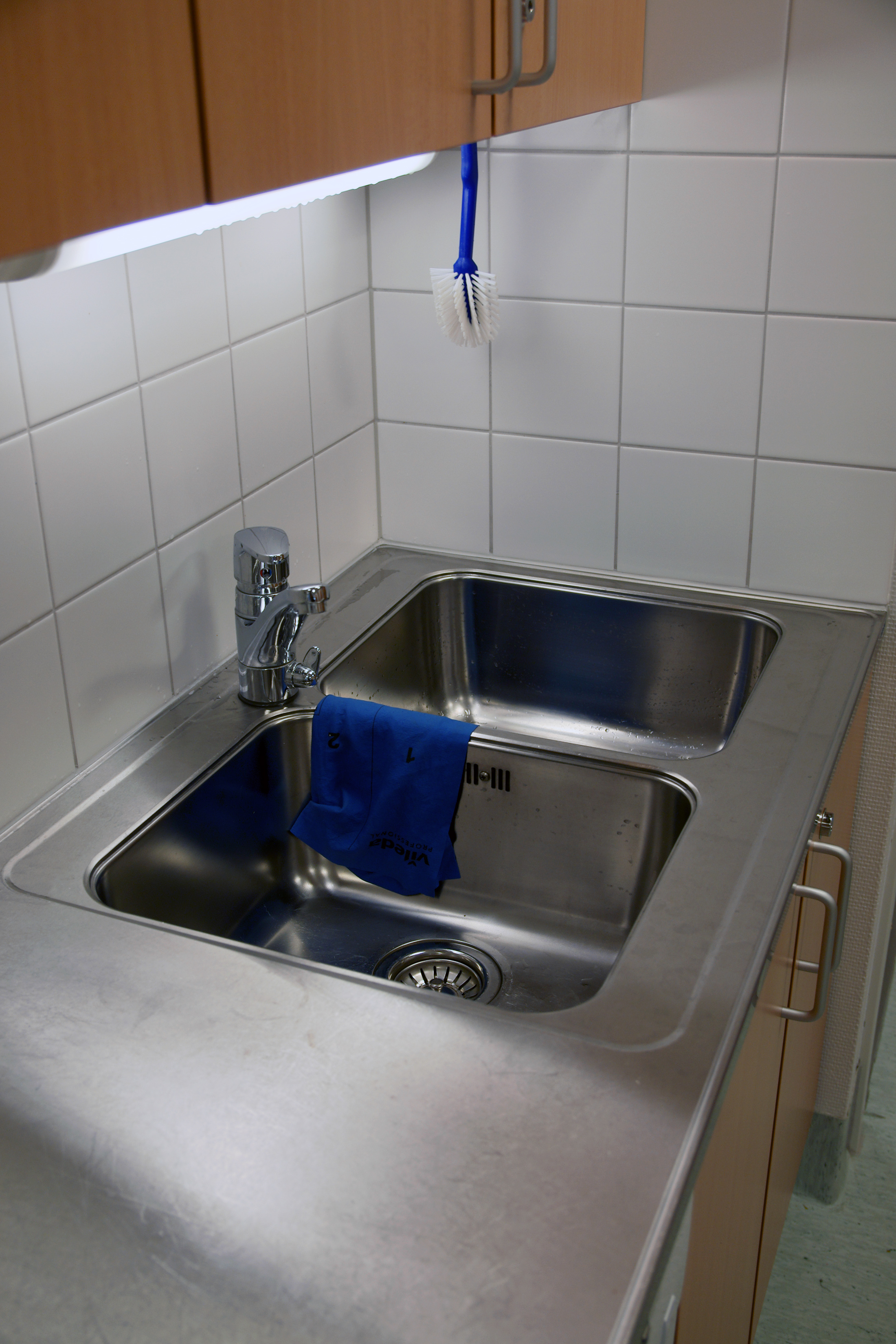
De dos cubetas.
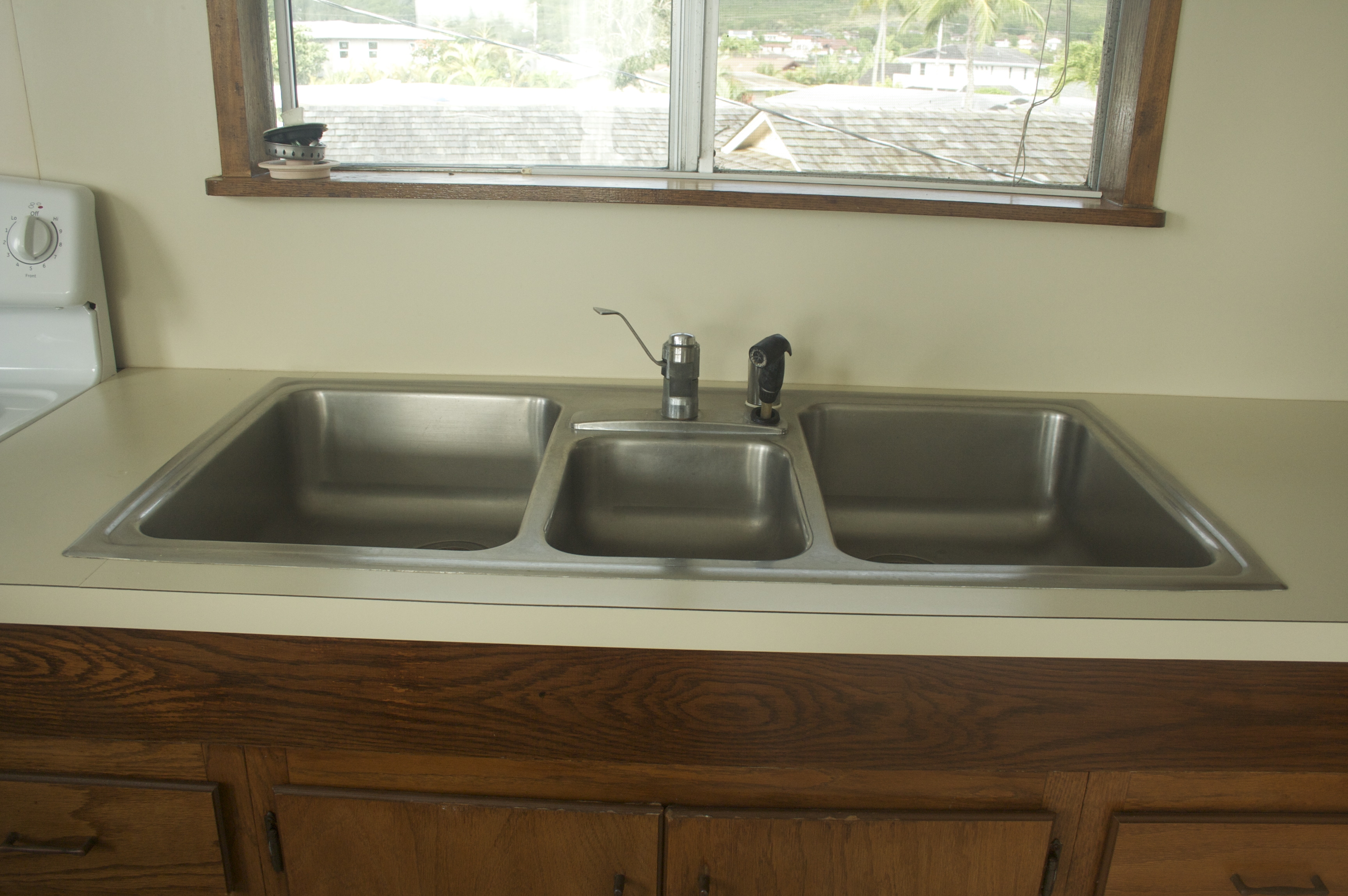
De tres cubetas.